# أنكرود
أنكرود (بالإنجليزية: Ancrod)‏ هو دواء مضاد للتخثر (مميع للدم) يُستخدم لعلاج الخثرات الدموية والوقاية منها. يُستخدم بشكل محدد لعلاج الخثار الوريدي العميق، والصمات الرئوية، والوقاية من الخثرات الدموية في الرجفان الأذيني، وبعد جراحة الورك أو الركبة. يُباع تحت الاسم التجاري فيبرينكس (بالإنجليزية: Viprinex)‏ ويُؤخذ عن طريق الفم.